# Pinta
Pinta是一个受Paint.NET启发的开放源代码點陣圖圖像編輯器。它使用Gtk#、cairo和有些Paint.NET的源代码。它的作者是在Novell公司工作的Jonathan Pobst。

## 特点
Pinta 具备通用的图像编辑软件功能，包括画图工具，图像滤镜，色彩调整工具。 该软件强调可用性：
- 无限的撤销历史[5]
- 多语言支持
- 灵活的工具栏布局, 包括漂浮視窗或者停靠在边缘

此外，Pinta 还支持图层管理。